# Lea Massari
Lea Massari, född som Anna Maria Massetani den 30 juni 1933 i Rom, död 23 juni 2025 i Rom, var en italiensk skådespelerska och sångerska. Hon studerade arkitektur i Schweiz innan hon slog igenom som skådespelerska i mitten av 1950-talet. Till hennes mest kända insatser hör rollerna i Michelangelo Antonionis Äventyret från 1960 och Louis Malles Den första kärleken från 1971. Hon tilldelades David di Donatello för bästa skådespelerska 1962 för I sogni muoiono all'alba och Nastri d'Argento för bästa kvinnliga biroll 1979 för Kristus stannade i Eboli.

## Filmer i urval
- Vårt första barn (1957)
- Äventyret (1960)
- I sogni muoiono all'alba (1961)
- Kolossen på Rhodos (1961)
- Hemligt uppdrag i Atén (1962)
- Neapel – ockuperad stad (1962)
- Flykten (1964)
- Heja Italien (1965)
- Le soldatesse (1965)
- Det bittra ljuva livet (1970)
- Den första kärleken (1970)
- Jagad av KGB (1972)
- Med döden i hälarna (1972)
- Kvinnan i blått (1972)
- La prima notte di quiete (1972)
- Fulvio, revolutionären som svek (1974)
- Den avhuggna handen (1974)
- En stad i skräck (1975)
- Den djävulska skuggan (1976)
- Kristus stannade i Eboli (1979)